# 리처드 오코너

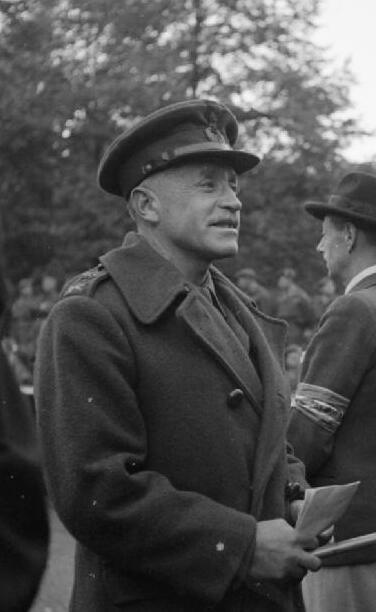
리처드 오코너

리처드 뉴전트 오코너 경(Sir Richard Nugent O'Connor, 1889년 8월 21일 ~ 1981년 6월 17일)는 제1차 세계 대전과 제2차 세계대전에 참전한 영국의 상급 장교이다.